# Église Saint-Bon de Saint-Bon-Tarentaise
Pour les articles homonymes, voir Saint-Bon (homonymie).
L'église Saint-Bon est une église catholique située en France sur la commune de Saint-Bon-Tarentaise dans le département de la Savoie en région Auvergne-Rhône-Alpes.
Dédiée à saint Bonitus ou Bonnet de Clermont, évêque de Clermont au VIe siècle, l'église fait l'objet d'une inscription au titre des monuments historiques depuis 1972.

## Géographie
L'église de Saint-Bon appartient à la paroisse de Saint François de Sales - Val Vanoise, regroupant six autres communautés, située dans la doyenné de Moûtiers. Saint-Bon était dans l'ancien découpage de l'évêché, une paroisse.

## Histoire
La première église construite à Saint-Bon est une église romane, sans-doute du XIVe siècle selon les abbés Hudry et Debernard. C'est au cours d'une transformation et d'un agrandissement survenus entre 1650 et 1673 que l’église devient une église baroque.
L'église est inscrite aux monuments historiques depuis le 4 octobre 1972.
En 1991, d'importants travaux de réfection du sol et du bas des piliers ainsi que de couverture des murs en boiserie de noyer sont réalisés en vue des Jeux olympiques d'hiver de 1992.

## Description
L'architecture appartient au courant baroque savoyard.

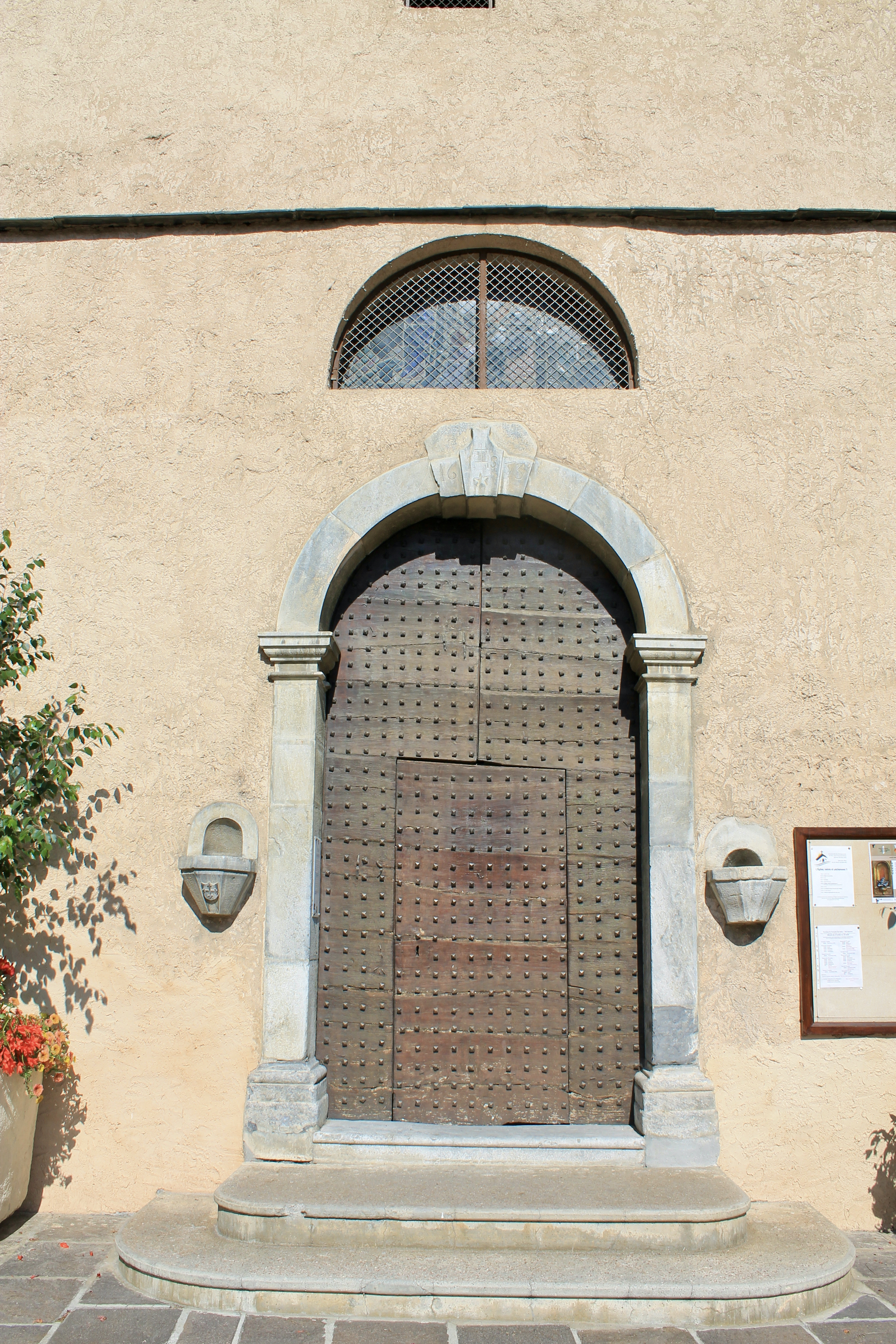
Entrée avec deux bénitiers sculptés.
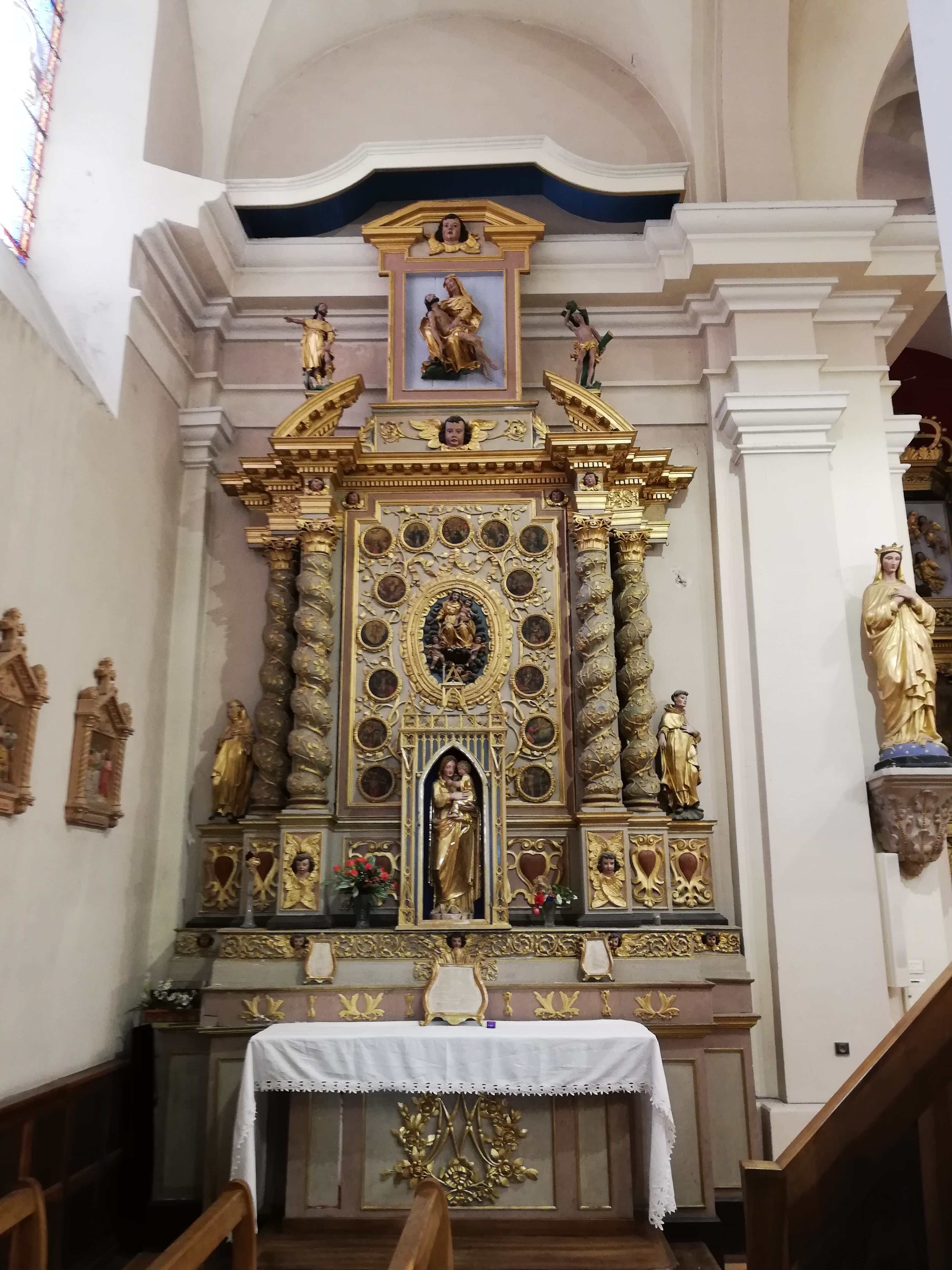
Retable du chœur.
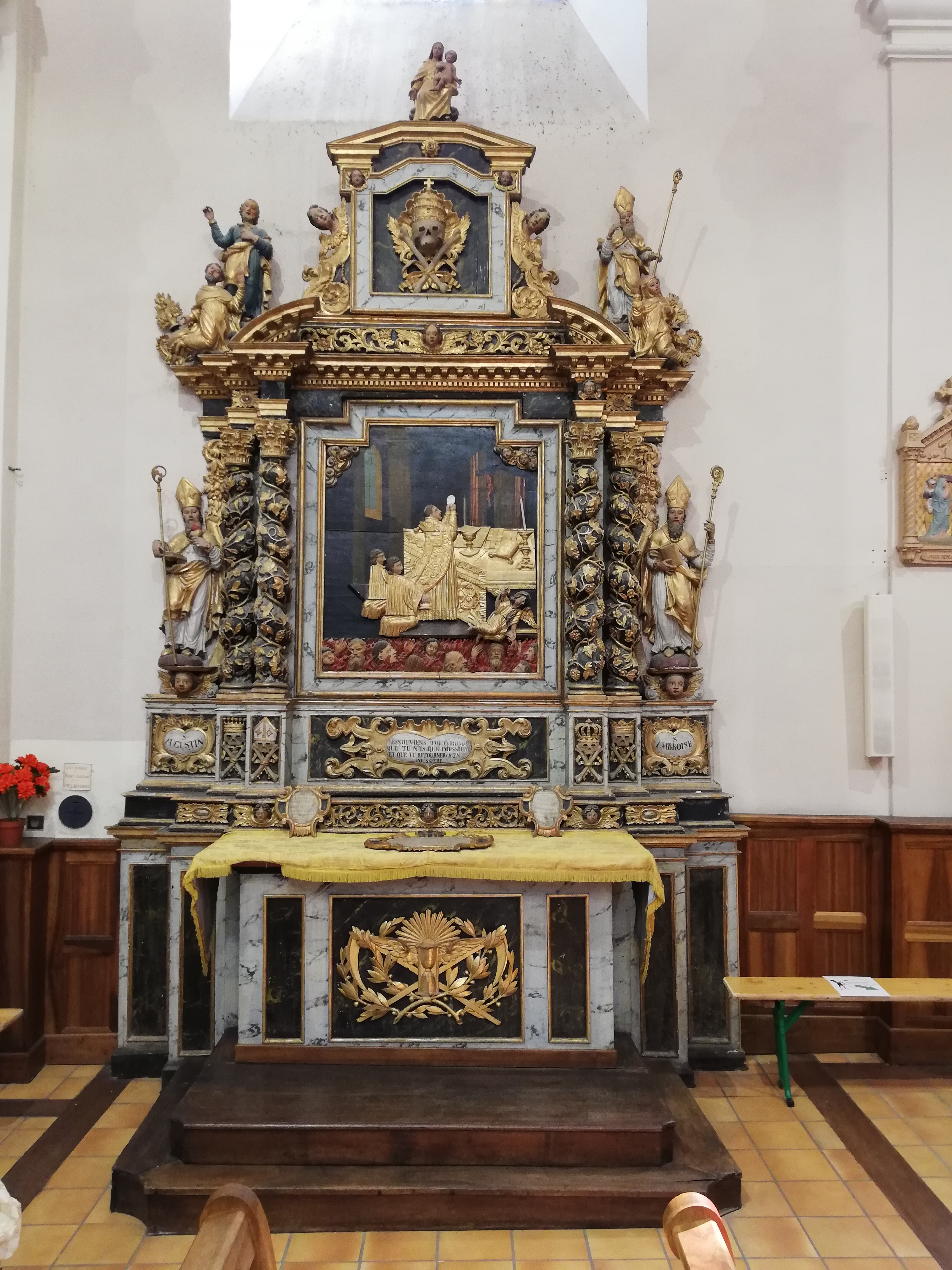
Retable des âmes du Purgatoire.